# Râul Jid
Râul Jid este un curs de apă, afluent al râului Dârjov. 